# 1e Cavaleriekorps (Wehrmacht)
Het 1e Cavaleriekorps (Duits: Generalkommando I. Kavalleriekorps) was een Duits legerkorps van de Wehrmacht tijdens de Tweede Wereldoorlog. Het korps kwam in actie in Wit-Rusland, Oost-Pruisen en Hongarije.

## Krijgsgeschiedenis

### Oprichting
Het 1e Cavaleriekorps werd opgericht op 25 mei 1944 in het Generaal-gouvernement op Truppenübungsplatz Deba door omvorming van het 78e Legerkorps z.b.V. Het korps werd officieel opgericht onder de naam Kavalleriekorps, maar werd gedurende zijn bestaan ook vaak aangeduid als Korps Harteneck of Gruppe Harteneck. De staf en de Nachr.Abt. van de opgeheven Korps-Abteilung B werden op 25 mei 1944 gebruikt voor de oprichting van het Kavalleriekorps, 

### Inzet
Het korps werd op 8 juni onder het 2e Leger geplaatst en kreeg een frontlijn ten zuiden van Pinsk, ten noorden van de Pripjatmoerassen. Bij het begin van het Sovjet-zomeroffensief in Wit-Rusland, Operatie Bagration, was het korps nog niet betrokken. Maar aangezien zowel het 9e als het 4e Leger vrijwel volledig weggevaagd werden in de eerste week na het begin van het offensief, werd het korps ingezet om een deel van het gapende gat in het front te dichten. Het korps nam vanaf 30 juni een blokkeringsstelling in rond Slutsk. En kreeg geleidelijk ook meer troepen toegevoerd, o.a. de 4e Pantserdivisie. Het korps slaagde erin de opmars van de Sovjet-troepen te vertragen, maar niet om deze te stoppen. In de volgende dagen moest het korps voortdurend terugwijken naar het westen, richting Baranavitsjy. Deze plaats moest op 8 juli ook ontruimd worden. Op 12 juli scheurde een Sovjet-aanval het front van het korps (en het ernaast gelegen 55e Legerkorps) aan de Jasielda open ten noorden van Sielwc en Smolanica. Een penetratie van 5 km was snel bereikt en dwong het korps terug te trekken over de Ros. Verder ging de terugtocht via Białystok (eind juli) en verder richting Łomża (begin september). Op 16 september beschikte het korps over de 3e en 4e Cavalleriebrigades en de 14e, 102e en 129e Infanteriedivisies. Rond 1 oktober was het korps nog iets verder naar het westen teruggedrongen en bevond zich rond Scharfenwiese. In de tweede helft van diezelfde maand werd het korps iets noordelijker verplaatst, naar het gebied rond Augustów. Dit frontdeel was in die tijd redelijk stabiel. In december werd het korps verplaatst naar het nieuwe (Duitse) zwaartepunt van het Oostfront: Hongarije. Tijdens Operatie Konrad I en II lag het korps in de frontlijn net ten noorden van het Balatonmeer. Alleen aan Konrad II had het korps een klein aandeel. Nadat deze twee operaties ten einde waren, werd het IV SS Pantserkorps meer zuidelijk verplaatst en nam het korps de frontboog zuidwestelijk van Esztergom van dit korps over.
Het Kavalleriekorps werd pas in februari 1945 omgedoopt tot 1. Kavalleriekorps, ofwel 1e Cavaleriekorps.
Op 1 maart beschikte het korps over het 8e Hongaarse Korps, de 6e Pantserdivisie, de 3e Cavalleriedivisie, de 96e en 711e Infanteriedivisies, en de 23e Hongaarse Divisie. Tijdens Operatie Frühlingserwachen, van 6 tot 16 maart, vormde het korps de rechtervleugel van het Duitse offensief, aanleunend aan het Balatonmeer. Net als de andere korpsen, werd ook niet al te veel terreinwinst gemaakt. Vanaf 16 maart ging het Rode leger tot de tegenaanval over en binnen enkele dagen waren de Duitse troepen terug op hun uitgangsstellingen. Maar de terugtocht hield niet op. Het korps trok in de laatste maart-week terug langs de noordoever van het Balatonmeer, en vervolgens vanaf de westpunt van het meer recht naar het westen, richting Oostenrijk. Op 18 en op 26 april bevond het korps zich ten zuidoosten van Graz.
Het 1e Cavaleriekorps capituleerde op 8 mei 1945 in Stiermarken in Oostenrijk.

## Bovenliggende bevelslagen
| Leger              | Legergroep               | Plaats/regio          | Begin         | Eind          |
| ------------------ | ------------------------ | --------------------- | ------------- | ------------- |
| direct onder bevel | W.K. Generalgouvernement | Generaalgouvernement  | 1 juni 1944   | 8 juni 1944   |
| 2. Armee           | Heeresgruppe Mitte       | Wit-Rusland           | 8 juni 1944   | 4 juli 1944   |
| Gruppe v. Vormann  | Heeresgruppe Mitte       | Wit-Rusland           | 4 juli 1944   | 17 juli 1944  |
| 2. Armee           | Heeresgruppe Mitte       | Wit-Rusland, Narew    | 17 juli 1944  | november 1944 |
| 4. Armee           | Heeresgruppe Mitte       | Oost-Pruisen          | november 1944 | december 1944 |
| 6. Armee           | Heeresgruppe Süd         | Hongarije             | januari 1945  | 12 april 1945 |
| 2. Panzerarmee     | Heeresgruppe Süd         | Hongarije Stiermarken | 12 april 1945 | april 1945    |
| 2. Panzerarmee     | OB Südost                | Hongarije Stiermarken | mei 1945      | 8 mei 1945    |

## Commandanten
| Rang                                                         | Naam             | Begin        | Eind         |
| ------------------------------------------------------------ | ---------------- | ------------ | ------------ |
| Generalmajor                                                 | Oswin Groling    | 25 mei 1944  | 22 juni 1944 |
| Generalmajor General der Kavallerie (vanaf 1 september 1944) | Gustav Harteneck | 22 juni 1944 | 8 mei 1945   |